# Ordine Civile d'Africa
L'Ordine Civile d'Africa è stato un'onorificenza della Seconda Repubblica Spagnola e in seguito della Spagna franchista.

## Storia
L'Ordine Civile d'Africa ebbe due periodi di attività, il primo tra il 1933 e il 1939, durante la Seconda Repubblica, e un altro durante la  dittatura franchista, dal momento che fu recuperato nel 1950. Il suo scopo era quello di premiare le azioni considerate meritevoli e benefiche per l'interesse generale condotte nei territori spagnoli situati nel continente africano da funzionari civili o militari, metropolitani o indigeni. Nell'anno 1977 smise di essere concesso.

## Classi
Inizialmente l'Ordine disponeva delle seguenti classi di benemerenza:
- Gran Croce
- Commendatore
- Ufficiale
- Cavaliere
- Medaglia d'argento
- Medaglia di bronzo

In seguito dispose delle seguenti classi di benemerenza:
- Gran Croce
- Commendatore con Placca
- Commendatore
- Ufficiale
- Croce di Cavaliere [1]
- Croce d'Argento

## Insegne
- Il nastro era verde con due strisce rosse.